# Mikio Oda
Mikio Oda (japonès: 織田幹雄)  (Hiroshima, 30 de març de 1905 - Kamakura, 2 de desembre de 1998) va ser un atleta japonès que va competir durant les dècades de 1920 i 1930. Fou el primer medallista d'or japonès i asiàtic en una prova individual dels Jocs Olímpics.
Nascut a Kaita, a la prefectura d'Hiroshima, amb 17 anys va establir un nou rècord japonès del triple salt als Jocs de l'Extrem Orient de 1923 celebrats a Osaka. Va ser seleccionat per prendre part en els Jocs Olímpics d'Estiu de 1924 de París, on va prendre part en tres proves del programa d'atletisme. Fou sisè en la prova del triple salt, mentre en el salt de llargada i el salt d'alçada quedà eliminat en semifinals.
En tornar al Japó es va matricular a la Universitat de Waseda, però va tornar per competir als Jocs Olímpics d'Estiu de 1928 d'Amsterdam. Tornà a disputar tres proves del programa d'atletisme. Va guanyar la prova del triple salt amb un salt de 15,21 metres, convertint-se en el primer atleta japonès a guanyar una medalla d'or olímpica. En el salt de llargada i el salt d'alçada quedà eliminat en semifinals.
El 1931 es va graduar a la Universitat de Waseda. El 27 d'octubre d'aquell any va establir un nou rècord mundial del triple salt amb de 15,58 metres. El 1932 va ser entrenador i capità de l'equip japonès d'atletisme als Jocs Olímpics de Los Angeles. També fou l'abanderat japonès en la cerimònia inaugural.
Després de retirar-se passà a formar part del Comitè Olímpic Japonès a partir del 1948 i del comitè tècnic de la IAAF. També va ser entrenador de l'equip japonès d'atletisme als Jocs Olímpics d'Estiu de 1952 i als Jocs Asiàtics de 1954. Durant els Jocs Olímpics d'Estiu de 1964 de Tòquio la bandera olímpica es va aixecar a 15,21 metres, per recordar l'èxit d'Oda 36 anys abans.
El 1979 va rebre l'Orde Olímpic, el màxim guardó del Moviment Olímpic.L'any 2000 va ser escollit com el millor atleta masculí asiàtic del segle XX per un equip d'experts en atletisme.